# Кашина Елиза (Варезе)
Кашина Елиза је насеље у Италији у округу Варезе, региону Ломбардија.
Према процени из 2011. у насељу је живело 1043 становника. Насеље се налази на надморској висини од 217 м.